# 세바구치촌
세바구치촌(狭口村)은 니가타현 미나미칸바라군에 설치되었던 촌이다.